# ヴィッケデ (ルール)
ヴィッケデ (ルール)またはヴィッケーデ (ルール) (ドイツ語: Wickede (Ruhr) [ˈvɪkədə]) は、ドイツ連邦共和国ノルトライン＝ヴェストファーレン州アルンスベルク行政管区のゾースト郡西部の町村（以下、本項では便宜上「町」と記述する）である。

## 地理

### 位置
ヴィッケデは、ハールシュトラングの南斜面にあたるザウアーラント辺縁部のルール川の谷に位置する。町域は、ルール川の谷に位置する中心集落と、そこからハールシュトラングの高台にまで広がるその広がりを特徴としている。ルール川がこの町を二分し、町の景観を特徴付けている。
町内の最高地点は海抜 238 m のベリングザー・ベルクである。最低地点は、メンデン (ザウアーラント) とフレンデンベルク/ルールとの境界にあたるルール川沿いの海抜 128 m の地点である。

### 自治体の構成
主邑の他に、エヒトハウゼン、シュリュッキンゲン、ヴィーハーゲン、ヴィムベルンの 25.2 km2 が2014年10月10日に合併した。
以下に各地区の2016年12月31日現在の面積と人口を記す。
| 地区名             | 地区名       | 面積 (km2) | 人口（人） |
| ------------------ | ------------ | ---------- | ---------- |
| エヒトハウゼン     | Echthausen   | 6.89       | 1,507      |
| シュリュッキンゲン | Schlückingen | 4.89       | 187        |
| ヴィッケデ         | Wickede      | 4.54       | 7,929      |
| ヴィーハーゲン     | Wiehagen     | 3.38       | 1,341      |
| ヴィムベルン       | Wimbern      | 5.55       | 985        |

### 隣接する市町村
ヴィッケデは、ノルトライン＝ヴェストファーレン州の4つの郡、5市町村と境を接している。北から時計回りに、ヴェルル、エンゼ（ともにゾースト郡）、アルンスベルク（ホーホザウアーラント郡）、メンデン（メルキシャー郡）、フレンデンベルク（ウナ郡）である。

## 歴史
ヴィッケデは、800年以後に初めて集落 (ドイツ語: Ort) として初めて文献に記録されている。ルール川沿いのヴェルデン修道院の財産台帳に "Wikki" という名前が初めて現れる。1100年頃には、5つの農場からなる散村であった。この集落はアルンスベルク伯領に属した。アルンスベルク伯が所領を売却したことでヴィッケデは1368年にケルン選帝侯領となった。当時443人が住んでいたヴィッケデ（シェーダ修道院を除く）を含む、ケルン選帝侯のヴェストファーレン公領全域は1803年にヘッセン＝ダルムシュタット方伯領に、1816年からはプロイセン王国領になった。
ヴィッケデでもルール川の水力利用が工業化の開始をもたらした。現在のヴィッケーダー・ヴェストファーレンシュタール GmbH の前進となった錬鉄・圧延工場が設けられた。人口は、1870年までに約1,000人にまで増加した。ベルギッシュ＝メルキシャー鉄道会社のルールタール鉄道は1870年に開通した。ヴィッケデには駅が造られた。1889年にガラス工場が建設され、人口増加をもたらした。このガラス工場は1915年に閉鎖された。パリのエッフェル塔の最初のガラスドームは、ヴィッケデで製作された。その後の工業化に伴い、様々な専門職の労働者が住んだことで、人口は1,547人に増加した。1939年にはヴィッケデの人口は3,334人となった。
第二次世界大戦中、1943年5月17日にメーネ人造湖のダムがイギリス軍の空爆（チャスタイズ作戦）で破壊されたことで、ヴィッケデの一部をふくむルールタールは洪水によって被害を受けた。この洪水によりヴィッケデでは118人が死亡した。
ヴィッケデの町域は、1945年4月1日から、連合軍によるルール・ポケットの一部となった。4月9日から14日の間にアメリカ軍はこの町の町域を制圧した。この占領に対して、町内で大きな戦闘は起こらなかった。最も深刻だったのがエヒトハウゼンであった。エヒトハウゼンは、4月14日のアメリカ軍侵攻に先立ち3日間アメリカ軍砲兵隊の砲撃にさらされた。これにより2人の女性と、この地の野戦病院に収容されていた多くの戦争捕虜が死亡し、多くの建物が損傷した。
1967年末のヴィッケデの人口は 7,585人であった。労働者は、主に鉄鋼加工業や病院業務に特化した2つの企業から賃金を得ていた。

### 町村合併
現在のヴィッケデ (ルール) の町域は、「ゾースト郡とベックム郡の一部新設に関する法律」により、1969年7月1日に成立した。それまで独立した町村だったエヒトハウゼン（アルンスベルク郡アムト・ヒュステン）、シュリュッキンゲン、ヴィッケデ、ヴィーハーゲン（ゾースト郡アムト・ヴェルル）、ヴィムベルン（イーザーローン郡アムト・メンデン）から新たにアムトに属さない自治体として形成された。同時にベントロプ（ウナ郡）やビューデリヒ（ゾースト郡アムト・ヴェルル）のそれぞれ一部もこの町に合併した。

## 住民

### 宗教

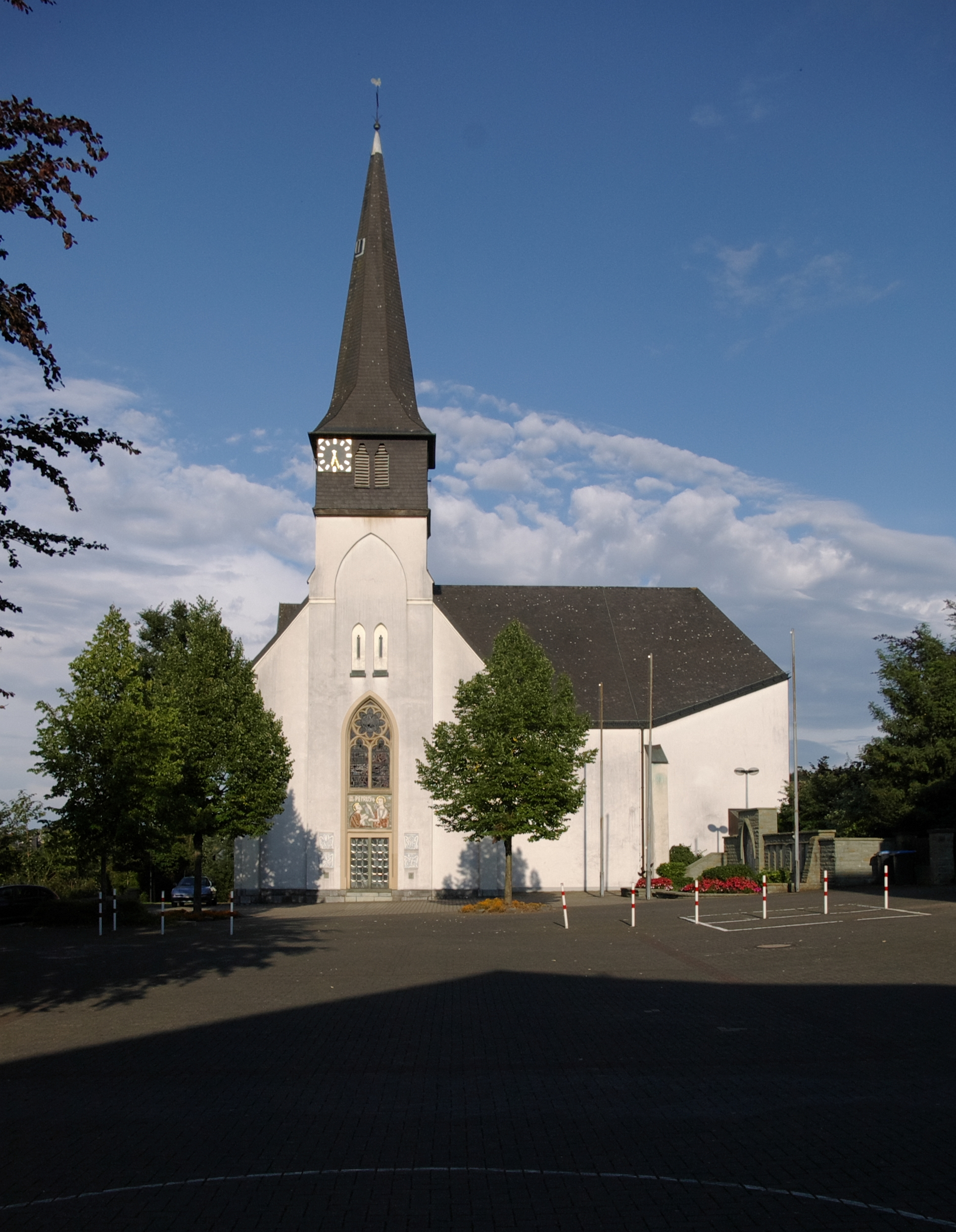
エヒトハウゼンの聖ヴィンツェンツ教会

人口の大部分がキリスト教徒である。特に約 60 % はカトリック信者である。さらに福音主義教会や小さな新使徒派教会の組織もある。
2つのカトリック教会、ヴィッケデのパドゥヴァの聖アントニウス教会とエヒトハウゼンの聖ヴィンツェンツ教会はパーダーボルン大司教区ヘルヴェーク首席司祭区ヴィッケデ (ルール) 司牧連合に属す。さらにシュリュッキンゲンには礼拝堂組織が、ヴィムベルンには聖霊奉侍布教修道女会の管区長座修道院にあたる聖霊修道院がある。
クリストゥス教会と教会集会所ルターハウスを有する福音主義ルター派教会は、ヴェストファーレン福音主義教会アルンスベルク教会クライスの中で管轄区が最も狭く、新しい教会である。
新使徒派教会は、ヴィーハーゲンの自らの教会堂で礼拝を行っている。
- パドゥヴァの聖アントニウス教会
- 聖霊修道院
- 福音主義クリストゥス教会

## 行政

### 議会
ヴィッケデの町議会は、32議席からなる。

### 首長
1969年の町村再編後の町長を以下に列記する。町長は、1999年までは名誉職で、以後専任となった。以下のリストのかっこ内は1999年までは職業、以後は所属政党を示す。
- 1969年 - 1984年　アルフォンス・ブルムベルク（オルガニスト、合唱指揮者）
- 1984年 - 1989年　アルフォンス・ヘンケ（商人）
- 1989年 - 1999年　ヴェルナー・ケーニヒ（鉄道職員）
- 1999年 - 2004年　ヤーコプ・マルテンス（無所属）
- 2004年 - 2014年　ヘルマン・アルント (CDU)
- 2014年以後　マルティン・ミヒャルツィク (CDU)[12]

### 紋章
図柄: 銀地（白地）と青地に波線で上下二分割。上部は、端が縁まで伸びる黒十字。下部は、紋章の下縁から現れる銀色（白）の歯車。
解説: ヴィッケデの上半分は、かつてルール地方の町村が属していたケルン大司教の黒十字である。下半分は、重量感のある歯車あるいははずみ車を象徴している。これは、重工業が立地するヴィッケデ (ルール) の特徴を具体的に表現したものである。波形の分割線は町を2つに分けて流れるルール川との関係を表している。ルール川は、ヴィッケデ付近が流路の最も北にあたる。この紋章は1970年4月3日にアルンスベルク行政管区長官の認可を得た。
この町は旗も使用している。旗は、縦に青 - 白 - 青のストライプで、白地の上半分に町の紋章が描かれている。印章は、紋章を囲んで「Gemeinde Wickede (Ruhr)」の文言が配されている。

### 姉妹自治体
- イェミエルニツァ（ポーランド、オポーレ県）2006年

ヴィッケデ町議会は、2000年11月14日に姉妹自治体協定の締結を決議し、ポーランドのイェミエルニツァとの交渉を開始した。公式な姉妹自治体協定は、2006年5月12日にヴィッケデの公民館で締結された。締結以前からすでに相互訪問を行う友好サークルを組織していた。

## 文化と見所

### 建築

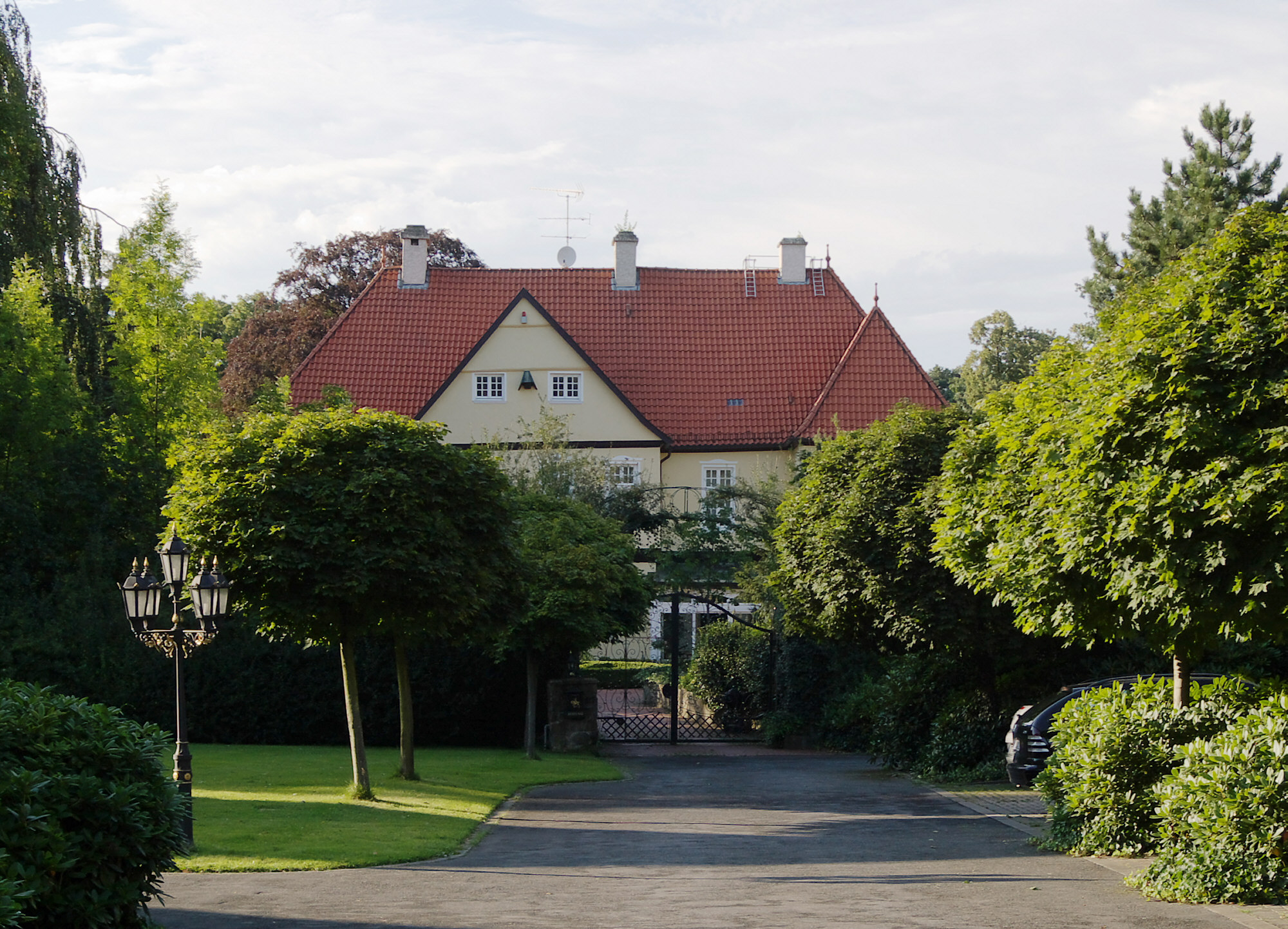
エヒトハウゼン城

町内にはいくつかの歴史上重要な建造物あるいは場所があるが、いずれも私有物であり、外観のみを見学することができる。エヒトハウゼン城は保護文化財に指定されている1つである。広い庭園を含むこの騎士の城館は、長らくベーゼラーガー家の所有であった。現在はひどく老朽化している。現在、所有者が居住のために全面修復を行っている。
シェーダ修道院は、多くの伝説に彩られたかつてのプレモントレ修道会の修道院である。今でも「白い修道院長」が庭園内を徘徊していると言われる。この施設は長らく、この地で農場を経営していたカニッツ伯の所有であった。建物は、2011年5月にドレーゲ・インターナショナル・グループの起業家ヴァルター P. J. ドレーゲの所有となった。
シャーフハウゼン農場の最初の所有者は、ビルシュタイン貴族家の家臣シェフイゼン家であった。この農場は1863年頃に約 800 モルゲンの土地に建設された。このうち 460 モルゲンが農耕地、残りは主にオークとカラマツの林であった。現在この農場はアウリヒ家の所有となっている。ベーリングホーフ農場はかつて、旧ルール川沿いの農場であった。この農場は、初めはベーリング家、後にベーゼラーガー家が所有した。老朽化し、一時期宗教団体が利用した後、全地所がミュラー家の所有となり、完全に修復・拡張された。ここには馬の飼育場や厩舎が設けられている。
地元で「ヴァイセ・ヴィラ」（白い邸宅）と呼ばれる、保護文化財に指定されている起業家の邸宅も見応えがある。この屋敷には、かつてこの地域最大の雇用主であったヴィッケデ鉄鋼加工所の重役が住んでいた。
- シェーダ修道院
- シャーフハウゼン農場
- ベーリングホーフ農場
- ヴァイセ・ヴィラ

### 景観保護区、自然保護区、公園

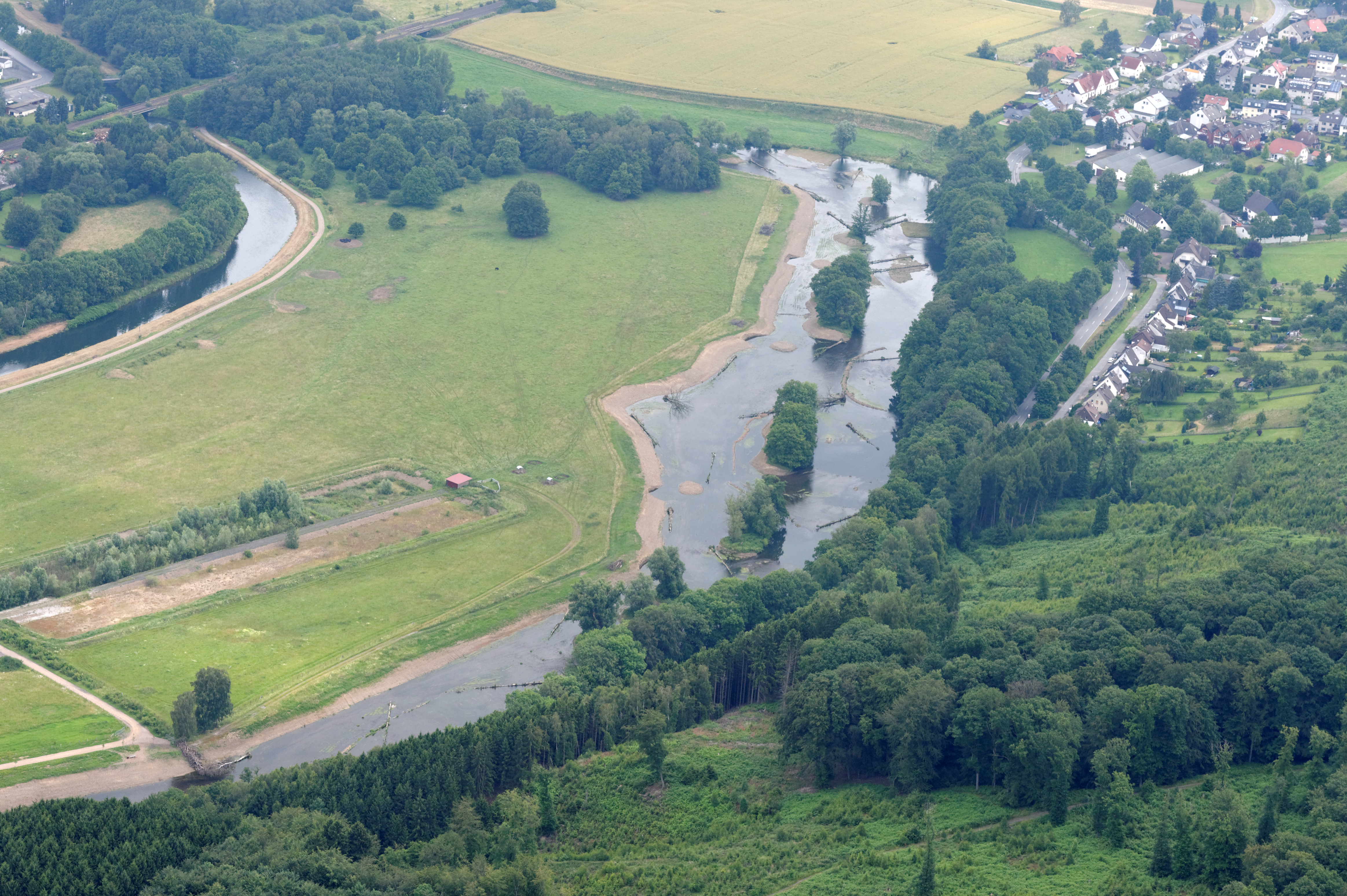
ルールアウエ自然保護区

2006年現在、ヴィッケローデ町内の7か所が、「ラントシャフツプラン V ヴィッケデ＝エンゼ」に基づき景観保護地区 (LSG) に指定されている。LSG シャーフハウゼン・ハール (163 ha)、LSG ヴィーハーゲナー・ヴァッサータール (21 ha)、LSG シュトルルバッハタール (92 ha)、LSG ヴィッケーダー・ルールアウエ/フェルトフルール・ベーリングホーフ/ネッセルブルーフ (85 ha)、LSG リュトケンハイデ/アウフシュラーク/ベリングザー・ベルク (73 ha)、LSG エーヴィングハウザー・ヴァルト・ウント・ルールタール (262 ha)、LSG エヒトハウザー・ベルク/エヒトハウザー・ハイデ/オスターベルク (303 ha) である。ヴィッケローデには、さらに3つの自然保護区 (NSG) が指定されている。NSG ルールアウエ（370 ha、エンゼにまたがる）、NSG ヴィムベルナー・バッハ (13 ha)、NSG ヴェルダー・アム・ミューレンバッハ (71.5 ha) である。3つの自然保護区はいずれも欧州保護地区 (FFH-地区）にも登録されている。 ルールアウエは、その一部が早くも1985年に自然保護区に指定された。NSG ルールアウエでは、水中植物の群生、ルール川の古い川筋、泥状の川岸、ハンノキ＝トネリコ＝軟材からなる川岸の林が保護対象となっている。また、NSG ルールアウエには、FFH-リヒトリニーの補遺 II に記載されている以下の動物が棲息している: ホクオウクシイモリ、スナヤツメ、グロッペ、ヌマホオヒゲコウモリ、カワセミ、ショウドウツバメ、コガモ、コチドリ、ヨーロッパヨシキリ、ホシハジロ、カワアイサ、マキバタヒバリ、オオハクチョウ、カイツブリ。
ルール川の、いわゆるベーゼン岸の高台にあるヘーフェルヴァルトの中のディッケ・ブーヒェ（ブナの木）はヴィッケデ町内唯一の自然文化財であった。ディッケ・ブーヒェは2012年1月に幹が倒れた。町内に6か所ある保護された景観構成物は、シャーフハウゼン・ハールの森林部分、ヴィーハーゲン北部のホールヴェーク、Seitensiepen を含むシュトルルバッハ、ブラーケルバッハ、ヨルダン、ルール河畔の池である。また、法的に保護されたビオトープがある。町域中央にある池や古木を有するベルンハルト＝バウアー公園の他に、周辺地区に公園施設がある。

### スポーツ

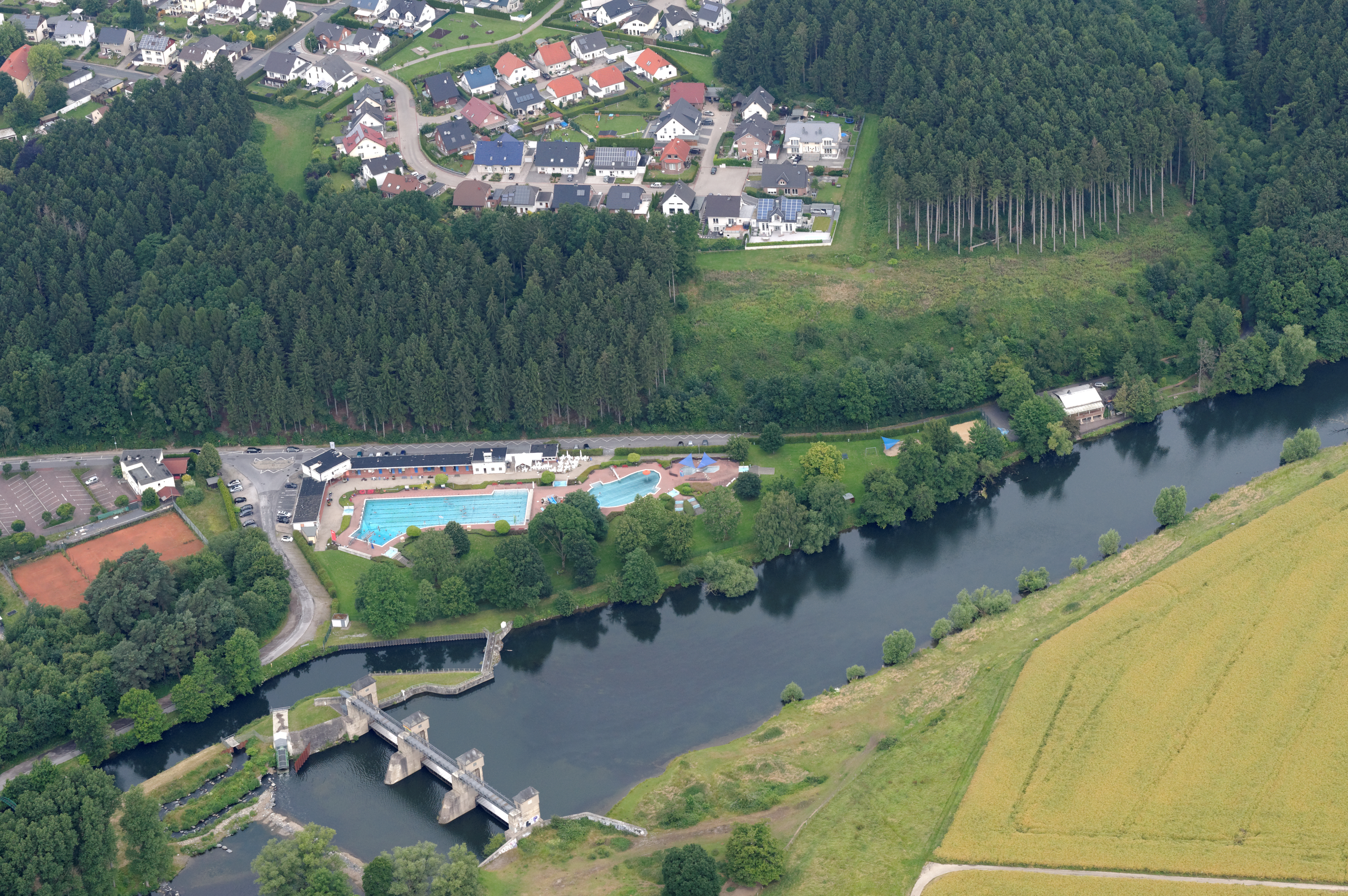
ヴィッケデの屋外プール

町内では、様々なレジャースポーツアクティビティーを楽しむことができる。
サッカーは、天然芝および人工芝の近代的サッカー施設と小さなトレーニング場をもつ「イム・オール」でプレイできる。TuS ヴィッケデもここで練習している。エヒトハウゼン地区には、トゥルン・ウント・シュピールフェライン 1911 エヒトハウゼンが「ヴァルトシュタディオーン・エヒトハウゼン」と呼ばれる人工芝の近代的なサッカー施設を有している。エヒトハウゼンには2つのビーチバレーボール場がある。エヒトハウゼンの森の近くやシュリュッキンゲン地区およびヴィムベルン地区には小さなボルツ場がある。
体育館は、エンゲルハルトシューレ、ゲルケンシューレ、メランヒトンシューレ、ヴェスターハイデシューレにある。
会員数約 1,700人を擁するヴィッケデ最大のスポーツクラブ TV ヴィッケデでは、体操、柔道、ハンドボール、テニス、卓球、バドミントン、児童向けヒップ・ホップ、フィットネス・ミックス、幼児グループ、ノルディックウォーキング、ZUMパーティー、Leistungsturnen、エアロビクス、ストリートダンス、近代的唐手道、その他のスポーツを提供している。テニスは、町内にある 5面のTV ヴィッケデのテニスコートでプレイすることができる。テニスクラブ施設は、ハウプト通り沿いにある。

### 年中行事
射撃祭は、郡内の他の市町村と同様に、ヴィッケデおよび各地区で定期的に開催されている。射撃祭は、「聖ヨハネス・ヴィッケデ・（ルール）＝ヴィーハーゲン 1818」、「聖ヴィンツェンティウス・エヒトハウゼン」「ヴィムベルン 1891 射撃兄弟団」によって主催されている。毎年開催されるクリスマスマーケットは、地元のクラブや団体によって運営されている。
カトリックの聖アントニウス教会ヴィッケデは、聖ニコラウスの日の前夜にヴィーハーゲン地区振興会と共同で、60年代から伝統の「ニコラウスパレード」を開催している。この祭では、使者や歩兵に付き添われた聖ニコラウスが町内を練り歩く。
2001年からヴィッケデの内市街でバラの月曜日のパレードが挙行されている。このパレードはサークル「WiKaVau ヘラウ 01」によって組織されている。ヴィッケデ (ルール) 経済連合は、毎年10月の第1週末にランファーフェストを開催している。

## 経済と社会資本

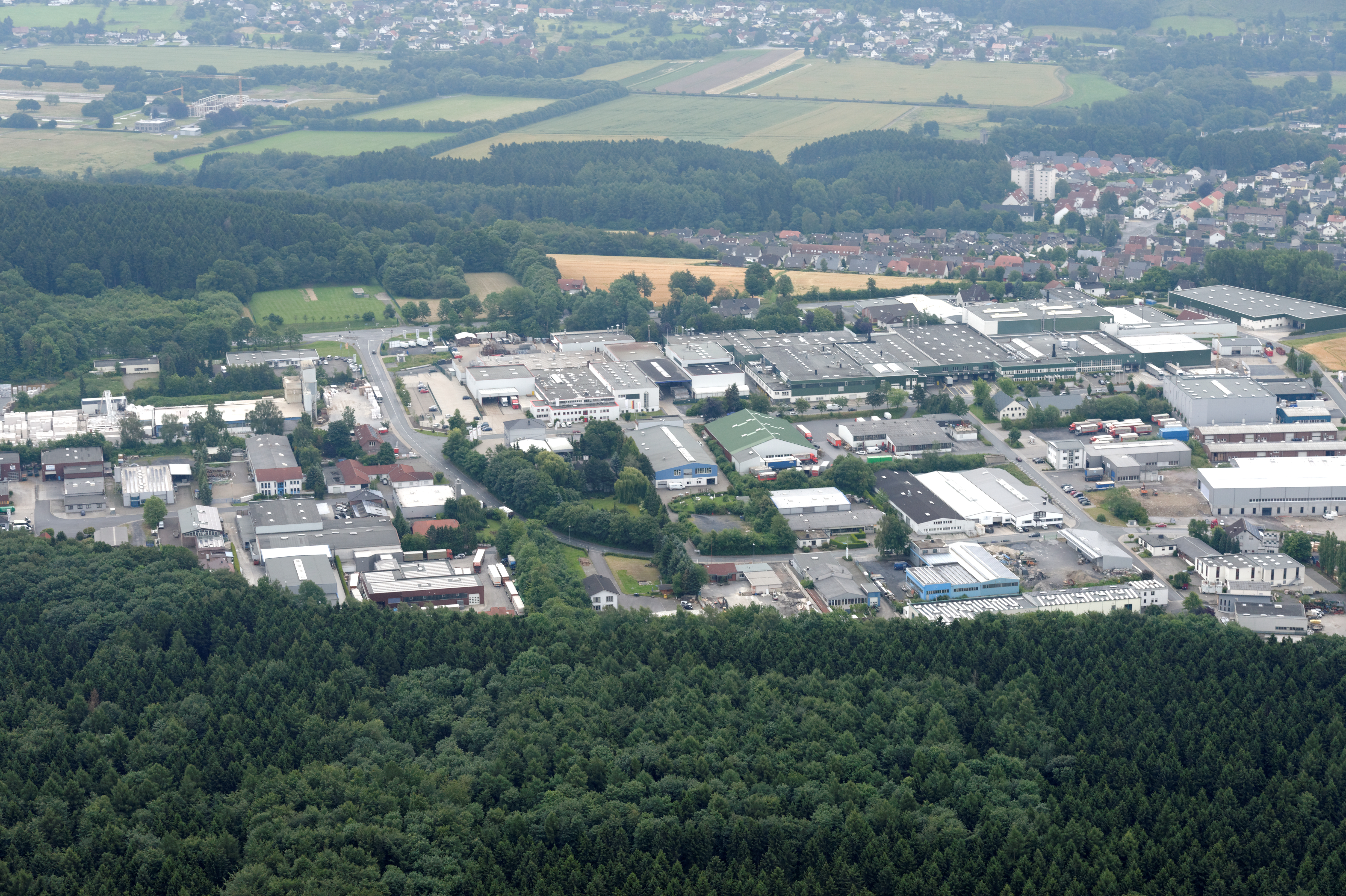
ヴェスターハール工業地区

ヴィッケデでは、工業化の始まりとともに19世紀にガラス製造業が発達した。20世紀の初めにはガラス産業に替わって鉄鋼業が盛んになった。この分野の大企業であるマンネスマンが進出し、ヴィッケーダー・ヴェストファーレン鋼業がこの町最大の雇用主となった。主邑部にも「ヴィスナー・ボッサーホフ」および「シュミッツ・ウント・ゼーネ GmbH & Co. KG」の2社がある。両社は、病者用ベッド、介護ベッド、手術台や手術設備といった高付加価値の病院・介護用品を製造している。この他に、自転車部品のヴィルヘルム・フンペルト GmbH & Co. KGやチェーン工場 HEKO などが立地している。
1980年代初め、隣接するヴェルル市との町境に面した高台にヴェスターハール工業地区が開発された。ここには様々な分野の大小企業が立地している。たとえば、ヴァルター・ヒレブラント社などの表面加工業者、大規模パン工場、採石作業場、電子産業、包装業者などである。
中核地区には、住民の生活必需品を取り扱う小売店舗が数多くある。数多くの食堂、軽食店、ピッツェリアや庶民的なレストランの他に、ヴェスターハール工業地区の近くには高級レストランもある。
2015年6月30日現在、この町には 4,477人の社会保険支払い義務のある就労者がいた。このうち 2,464人が製造業に、556人が商業/小売業/運輸業/倉庫業に、16人が農林水産業に、1,441人がその他のサービス業に就いていた。

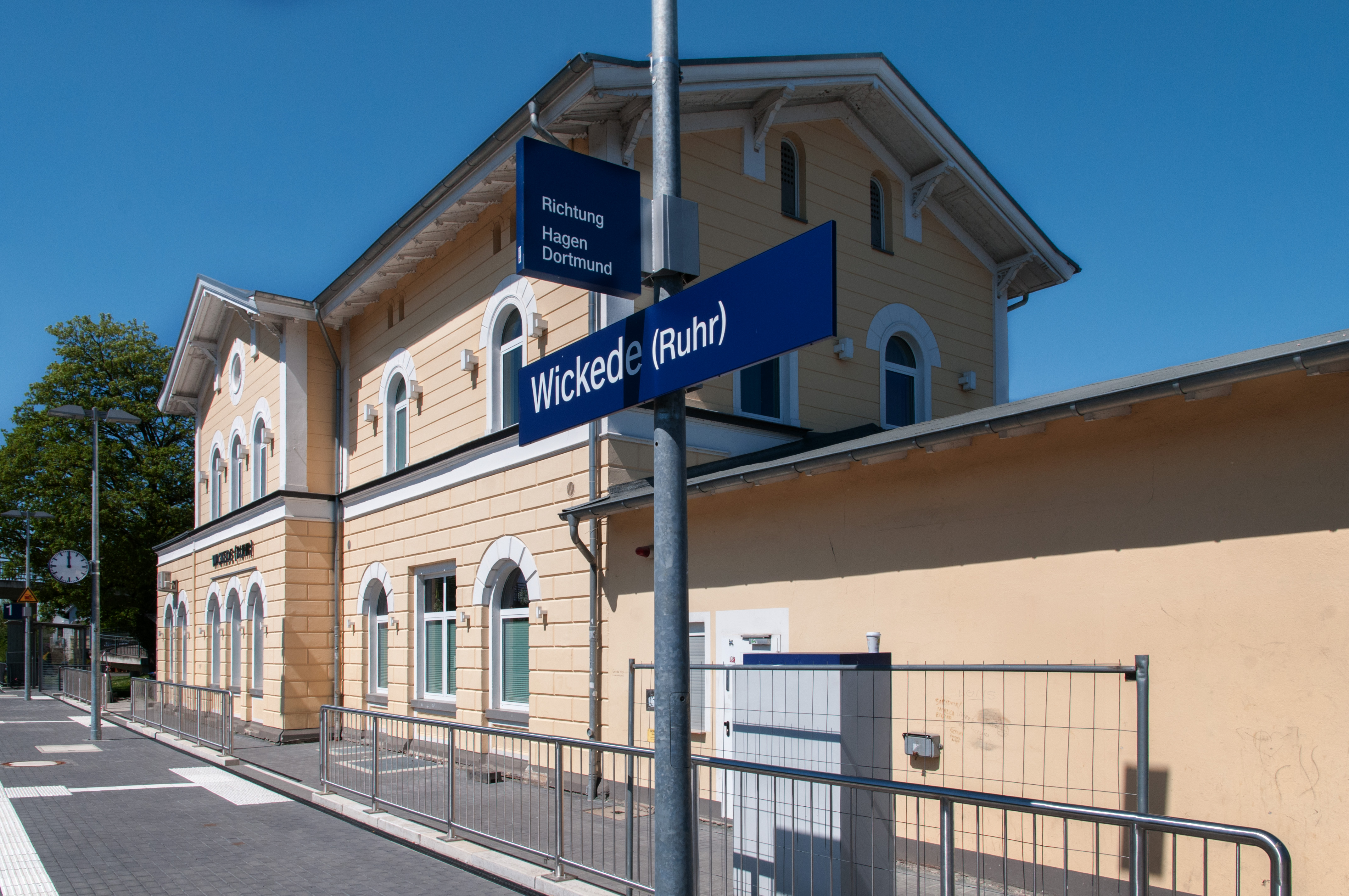
ヴィッケデ (ルール) 駅

### 交通
町域を連邦道 B63号線が通っている。この道路はこの町の大動脈で、ミュンスターラントとルールタールとを結んでいる。町の北部をアウトバーン A44/A445がかすめている。B7号線はヴィムベルン地区を通っている。
ルール川は、ヴィッケデ付近を航行することはできず、小型ボートのみ利用可能である。
オーベラー・ルールタール鉄道の駅は、ドルトムント、ハーゲンと直接結ばれており、ザウアーラント方面はベストヴィヒ経由でヴィンターベルクやブリーロンに至る。カッセル＝ヴィルヘルムスヘーエ駅へはヴァールブルク経由で行くことができる。

### メディア
地方日刊紙ゾースター・アンツァイガーは、平日にはヴィッケデ (ルール) からヴェルル・ヴィッケデ・エンゼ版を刊行している。

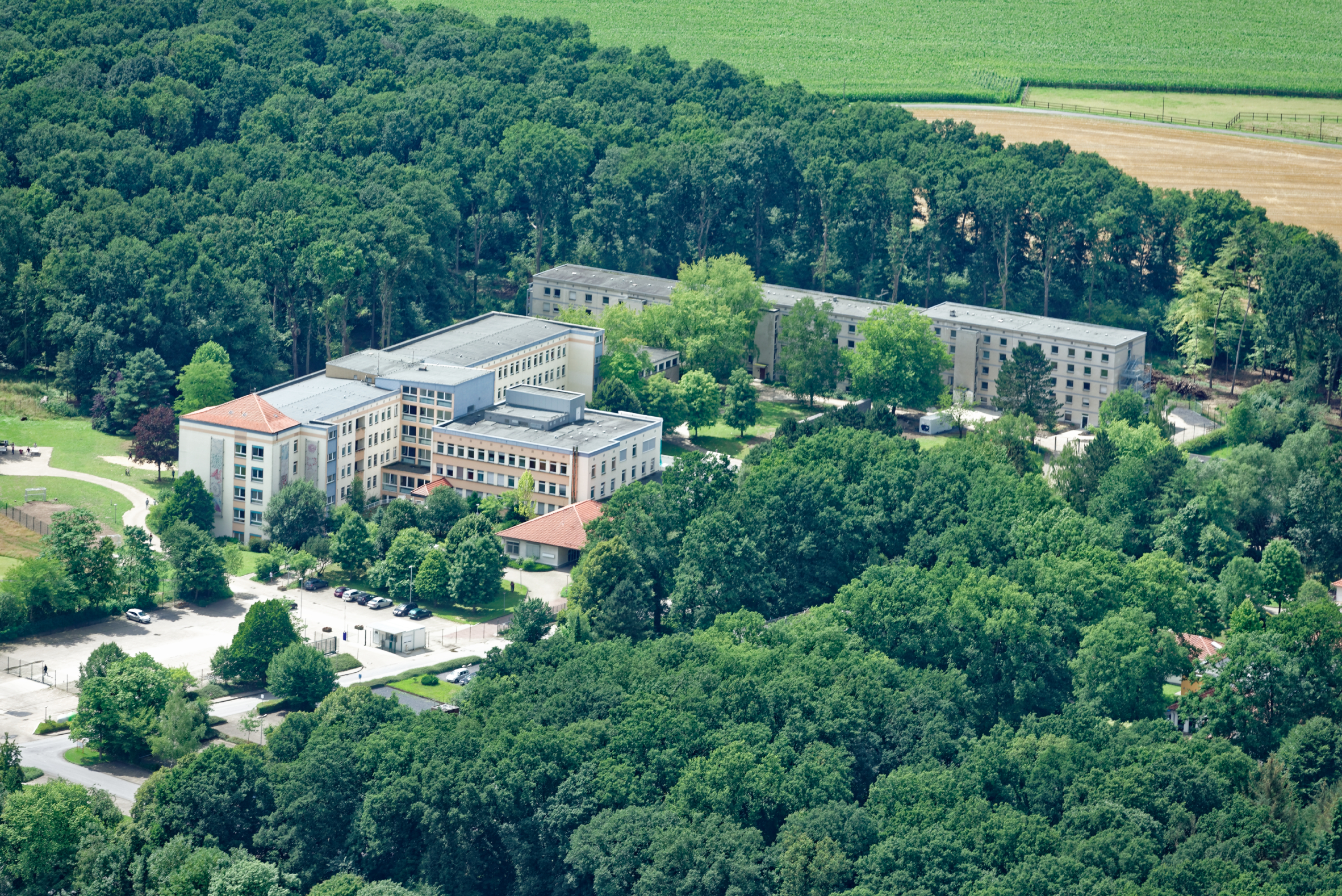
旧マリエン病院

### 公共機関
ヴィムベルン地区には、一般病院のマリエン病院があった。これは隣接する修道院に住むシュタイラー・ミッションスオーデンの修道女によって設立された。この病院は2011年末に閉鎖された。2014年以降、難民受け容れの中央収容施設に転用され、2016年からは特に傷つきやすい難民グループのために利用されている。この施設は住民の支援を受けている。
同じくヴィムベルン地区のメンデン＝バルガ地区との境界に面してルールタールクリニークがある。ルールタールクリニークは精神/身体障害者のリハビリ病院である。

### 教育
町内には基礎課程学校が2校、ゼンクンダーシューレが1校ある。最寄りの実科学校およびギムナジウムはヴェルルにある。公立の職業訓練学校はゾースト、リップシュタット、ウナにある。
町内のいくつかの地区に合わせて 5園の幼稚園がある。幼稚園は町（エヒトハウゼンおよびヴィーハーゲン）またはカトリック幼児施設ヘルヴェーク gGmbHが運営している。ヴィムベルン地区にはこの団体が運営する託児所がある。

## 人物

### 出身者
- ヨーゼフ・ヴィーゼヘーファー（ドイツ語版、英語版）（1951年 - ）古代史学者
- マルティン・クレー（1965年 - ）サッカー選手
- デンデマン（ドイツ語版、英語版）（1974年 - ）ラッパー
- カイ・ヘッセ（1985年 - ）サッカー選手
- ダーフィト・ブラッハ（ドイツ語版、英語版）（1990年 - ）サッカー選手

### 書籍
- Mues, Willi (1984). Der große Kessel – Eine Dokumentation über das Ende des Zweiten Weltkrieges zwischen Lippe und Ruhr/Sieg und Lenne. Erwitte
- Timm, Willy (1997). 125 Jahre Alte Apotheke in Wickede (Ruhr); Von der Zweigapotheke zur Vollapotheke 1872 – 1937 – 1997. Unna: Verlag Hellweg-Bücherei. ISBN 3872980661
- Bauer, Jürgen B.; Haarmann, Franz; Dunker, Andreas; et al. (2001). im Auftrag der Volksbank. ed. Chronik des 20. Jahrhunderts - 100 Jahre Wickede (Ruhr) 1900–2000. Wickede (Ruhr): AD-Verlag. Dunker. ISBN 3-9804899-0-6
- Haarmann, Franz; Kampmann, Josef (2004). Wickede (Ruhr). Erfurt: Sutton Verlag. ISBN 3-89702-763-1
- Oelmann, Fritz. Die Industriegemeinde Wickede in Der Kreis Soest - Werden und Wesen. Essen: Verlag Hans Burkhard

これらの文献は、翻訳元であるドイツ語版の参考文献として挙げられていたものであり、日本語版作成に際し直接参照してはおりません。

### ウェブ
- “Landschaftsplan V „Wickede-Ense“” (PDF) (ドイツ語).   Kreis Soest (2006年8月10日). 2018年1月19日閲覧。
- “Hauptsatzung der Gemeinde Wickede (Ruhr) vom 27.12.79” (PDF) (ドイツ語).   Landesdatenbank NRW (2017年1月1日). 2018年1月17日閲覧。
- “Kommunalprofil Wickede (Ruhr)” (PDF) (ドイツ語).   Landesdatenbank NRW (2017年5月31日). 2018年1月17日閲覧。